# Sven Ulander
Sven Ulander, född 25 november 1763 i Linköping, Östergötlands län, död 14 januari 1843 i Västerviks församling, Kalmar län, var en svensk präst.

## Biografi
Sven Ulander föddes 1763 i Linköping. Han var son till slottsbyggaren Anders Svensson och Kristina Gustafsdotter. Ulander blev 1785 student vid Uppsala universitet och prästvigdes 1789. Han blev 1798 komminister i Västerviks församling och 1816 kyrkoherde i Västerviks församling. Ulander utnämndes 1819 till prost och blev 1829 vikarierande kontraktsprost i Södra Tjusts kontrakt. Han avled 1843 i Västervik.

### Familj
Ulander gifte sig 12 augusti 1800 med Hedda Johanna Hedberg (1766–1823), dotter till en kyrkoherde i Kristbergs församling.